# روبن هود: السهم الناري
روبن هود: السهم الناري (باليابانية: ロビンフッドの大冒険) مسلسل رسوم متحركة ياباني (أنمي) من إنتاج شركة تاتسونوكو (بالإنجليزية: Tatsunoko) وإخراج كويتشي ماشيمو (بالإنجليزية: Koichi Mashimo) بدأ عرضه لأول مرة في اليابان في 29 يوليو 1990 واستمر حتى 28 أكتوبر 1992. المسلسل مأخوذ عن رواية روبن هود.

## القصة
روبن هود ابن لرجل نبيل كان يدافع عن الخير إلى أن مات هو وزوجته ودُمر منزله، فقرر روبن أن يخطو خطى والده وأن يدافع عن المظلومين، وأخذ يتنقل في الغابة ويتعرف على الأصدقاء، وقد تعرف على عصابة الغابة التي تسمى شيرود وزعيمها جون، الذي لا يهمه إن كانت تصرفاته صحيحة أم خاطئة، كل همه أن يسطو على الناس المارة ليأخذ ما يحتاجه كي يعيش هو وعصابته، لكن روبن أصلح حالهم.
أما عدو روبن الأكبر هو اللورد ألواين الذي كان سببا في موت والده، ولم يكف أبدا عن ظلم الناس، وقد حاربه إلى آخر لحظة. وهناك ليديا واسمها الكامل ليديا لانكستر وهي ابنة عائلة نبيلة. أجبرت على ان تكون رهينة اللورد، وفي طريقها لمقابلته تعرفت على روبن الدي سيساعدها في الفرار من قصر اللورد. وهناك غلبيرت الذي كان يكن لروبن العداء ولعائلته أيضا، وقد عانى منه روبن الكثير، مع أنه لا يكرهه أبدا. لكن جلبيرت قد صلحت حاله في الحلقات الأخيرة. وبعودة الملك ريتشارد يتم نفي جميع الأشرار.
في الحلقات الأخيرة يعود اللورد ألواين وهيرفورت إلى الغابة ويجلسان مع روبن وأصدقاءه وهو يشعر بعذاب الضمير
واقترح وبنل اراحة ضميره ولكن في الحلقة التالية استمر عذاب روبن وأصدقاءه ضد اللورد ألواين وفي الحلقة الأخيرة انتصر روبن وأصدقاءه على اللورد ألواين وهيرودوت وقام الملك ريتشارد بنفي اللورد ألواين وهيرفورت والأمير جون وفوكس وانتهت أحداث المسلسل بنهاية سعيدة.

## الشخصيات
- روبن هود Robin : الشخصية الرئيسية في المسلسل، انتقل إلى العيش في الغابة هو وأبناء عمه ديالا وويل وجولي، بعدما أمر ألواين بحرق بيتهم، تعرف على جون الصغير وعصابة لصوص الغابة وتعرف على الراهب تاك .أحب ليديا وساعدها كثيرا، سلاحه القوس والسهم .
- اللورد ألواين Alwine : الشرير الرئيسي، حاكم نوتنغهام الظالم، عادا روبن كثيرا بتحريض الفارس جلبيرت عليه، وأيضا الكذب على ألسين (كليو) شقيقة جلبيرت بأن روبن قتل أخاها جلبرت، وأيضا خداع الناس أن روبن حاول قتل الكونت إداورد (الأمير جون) ، في النهاية سينفى من إنجلترا مع مساعده هرفورت والكونت إدوارد .
- ليديا Marian : اسمها الاصلي (ماريان) ابنة عائلة نبيلة ورهينة اللورد ألواين، تعرفت على روبن وأصبحوا أصدقاء بعدما أنقذها من ألواين ومساعده هرفورت اللذي حاول أن يتزوجها، فأصبحت تعيش في الغابة مع روبن وأبناء عمه. اعجبت بجيلبرت في بداية لقاءها به .قصت شعرها حدادا على موته لتصبح محاربة شجاعة ..اختارت لتكون بجانب روبن هود في النهاية .
- ويل Will : ابن عم روبن، والأخ الأكبر لجولي وديالا .
- ماتش Mutch : عضو من عصابة غابة شيرود التي يترئسها جون، كما انه مساعده وصديقه .
- جون Little John : زعيم عصابة غابة شيرود، والعصابة عبارة عن لصوص صغار، يصبح جون لاحقا هو وعصابته جنود للكونت إدوارد واللورد ألواين وعدوا لروبن، لكن يتصالح معه في النهاية، كما أنه يحب ديالا .
- ديالا Winifred : اسمها الاصلي (وينيفريد) ابنة عم روبن، وأخت ويل وجولي .
- جولي Barbara : ابنة عم روبن، وأخت ويل وديالا الصغرى .
- هيرفورت Herfort : أسقف ومساعد اللورد ألواين، وكان يحاول أن يتزوج ليديا، في النهاية سينفى من إنجلترا مع ألواين .
- تاك Tuck : راهب يسكن في الغابة، ويساعد روبن وأصدقائه حينما يحتاجون .
- جلبيرت Gilbert : فارس تابع للورد ألواين وعدو روبن، يقع في حب ليديا، يكره روبن كثيراعندما يعلم ان ليديا تفضل روبن عليه لكنه يترك خدمة ألواين من أجل ليديا، يسقط جلبرت من الجبل في محاولة إنقاذ ليديا فظن الجميع أنه مات، في النهاية تتحسن علاقة جلبرت مع روبن ويتفهم مشاعر ليديا ويصبح جلبرت تابع للملك ريتشارد .

الشخصيات الثانوية
- ألسين Cleo : اسمها الأصلي (كليو) أخت جلبرت، اعجبت بروبن في البداية.. تسمع أكاذيب ألواين حول مقتل جلبرت وأن روبن قاتل أخيها، فتخطط للانتقام من روبن لمقتل أخاها وتنضم إلى فرسان الوردة السوداء، تكتشف ألسن لاحقا أن روبن لم يقتل أخاها وأن جلبرت ما زال حي، تصبح بين ألسين وروبن علاقة حميمة ولكن هذا الشيء يغضب أخاها جلبرت، عندما شاهدها نائمة مع روبن فيكرهها، في النهاية تتحسن علاقة ألسن مع أخيها جلبرت .
- غول Ghoul : أحد فرسان الوردة السوداء التي انضمت إليهم ألسين (كليو) ، لينتقموا من روبن بعدما خدعهم ألواين بأن روبن قاتل جلبرت .
- الملك ريتشارد King Richard : ملك انجلترا المختفي الذي فقد ذاكرته، لكنه يستعيد ذاكرته ويعود لانجلترا ويتم معاقبة ألواين وهرفورد وأخيه إدوارد (جون) وفوكس بالنفي .
- الكونت إدوارد Prince John : اسمه الأصلي (الكونت جون) أخو الملك ريتشارد ونائبه في حكم انجلترا ، يحاول التخلص من أخيه ريتشادر ليحكم إنجلترا، في النهاية سينفى من إنجلترا مع ألواين وهرفورت .
- فوكس Fox : رجل شرير ومساعد الكونت إدوارد، في النهاية سينفى مع الكونت إدوارد .

## تحريف في المسلسل
تحريف الزواج إلى تبني في الحلقة الثالثة عشر، عندما حاول هرفورت أن يتزوج ليديا، لكن الدبلجة العربية جعلتها (تبني) .
و تغيير أسماء بعض الشخصيات :
- ديالا : وينفريد
- ليديا : ماريان
- جولي : باربارا
- ألسين : كليو
- الكونت إدوارد : الأمير جون

## أصوات النسخة العربية

### نسخةمركز الزهرة
ميادة درويش - روبن هود
أمل حويجة - ليديا (ماريان) وماتش
علي القاسم - جون الصغير وهرفورت والملك ريتشارد
فاطمة سعد - ألسن (كليو) وديالا (وينيفريد)
مروان فرحات - اللورد ألواين وغول
أنجي اليوسف - جولي (باربارا)
مأمون الفرخ - السيد تاك والكونت إدوارد (الأمير جون)
نهال خطيب - ويل
خالد الطالب - جلبرت وفوكس

### نسخة الدبلجة اللبنانية
عماد فغالي - روبن هود
جمال حمدان
رودي قليعاني - جون الصغير
ندى نصر
عدي رعد
فؤاد شمص
أسمهان بيطار
حسني بدر الدين
وسن إبراهيم
باتريك مبارك
شادي شمص
ناجي شامل - السيد تاك

## طاقم العمل

### النسخة العربية
- الإعداد إلى العربية: عدنان أبو سرية
- التدقيق اللغوي: أيمن بكيراتي
- هندسة الصوت: لؤي جلاد، الحارث أحمد
- المونتاج: سامر أبو حمد
- المكساج: محمد هاشم
- كمبيوتر الشارة: أنس جندلي
- الإشراف الهندسي: عامر شوكة
- أغنية الشارة: معن صالح
- متابعة الإنتاج: رضوان حجازي، نديم سليمان، محمد عجمي
- إدارة الإنتاج: ماهر الحاج ويس
- م.مخرج: أمل حويجة
- جميع الحقوق محفوظة: YOUNG FUTURE
- توزيع: ANIMATION INTERNATIONAL
- تنفيذ الدوبلاج: مركز الزهرة للإنتاج الفني والتوزيع
دمشق ص.ب 10239
- الإشراف الفني: مناع الحجازي

## الحلقات
1. "Birth of the Hero"
2. "Mystery Forest"
3. "A Duel"
4. "House Building"
5. "The Mercenary"
6. "Gentlemen Bandits"
7. "The Loyal King"
8. "Towards Nottingham"
9. "Friend or Foe"
10. "Impossible"
11. "An Uncertain Future"
12. "Disguise"
13. "Up in Smoke"
14. "A New Day"
15. "An Unexpected Return"
16. "Fog and Wind"
17. "The Ultimate Farewell"
18. "Tuck's Battle"
19. "Witchcraft"
20. "Revenge"
21. "King of the Forest"
22. "Fire"
23. "Thunderstorm in Nottingham"
24. "The Girl in Black"
25. "Love and Hate"
26. "Peace After the Storm"
27. "A Foundling"
28. "The Flying Ship"
29. "A Prediction"
30. "Barons Greed"
31. "The Bandits Revenge"
32. "Jenny's Tale"
33. "Return"
34. "The Fog of Revenge"
35. "The Good Old Days"
36. "Gamekeeper"
37. "Fire in the Forest"
38. "The Treasury"
39. "Reconciliation"
40. "An Evil Being"
41. "Traitor"
42. "The Lake of Truth"
43. "The Decisive Battle"
44. "The Bad Luck Man"
45. "A Charming Villain"
46. "Unbeatable"
47. "Honest Eyes"
48. "Tragedy"
49. "Prince of the Woods"
50. "The Decision"
51. "The Crowning"
52. "Immortal"

## وصلات خارجية
- روبن هود: السهم الناري على موقع IMDb (الإنجليزية)
- روبن هود: السهم الناري على موقع كينوبويسك (الروسية)
- روبن هود: السهم الناري على موقع ألو سيني (الفرنسية)
- روبن هود: السهم الناري على موقع قاعدة بيانات الفيلم (الإنجليزية)
- روبن هود: السهم الناري على موقع ANN anime (الإنجليزية)

 (بالإنجليزية)